# Almita
Genre
Almita est un genre de papillons de nuit de la famille des Crambidae.

## Liste des taxons de rang inférieur
Liste des espèces selon GBIF (28 septembre 2021) :
- Almita portalia Landry, 1995
- Almita texana Landry, 1995

## Systématique
Le genre est décrit par le lépidoptériste Bernard Landry en 1995.